# Vladimír Carvan
Vladimír Carvan (10. března 1921 – 25. září 1985) byl český fotbalista, obránce.
9.8. 1947 mu byla ligovou komisí doživotně zastavena činnost za úplatkářskou aféru v zápase SK Kladno – SK Baťa Zlín (2:4).

## Fotbalová kariéra
V československé lize hrál za SK Kladno. Nastoupil ve 126 ligových utkáních a dal 3 góly.

## Ligová bilance
| Ročník                                     | Zápasy | Góly | Klub        |
| ------------------------------------------ | ------ | ---- | ----------- |
| Národní liga 1942/43                       | 22     | 0    | SK Kladno   |
| Národní liga 1943/44                       | 22     | 0    | SK Kladno   |
| Státní liga 1945/46                        | -      | 0    | SK Kladno   |
| Státní liga 1946/47                        | 26     | 0    | SK Kladno   |
| Státní liga 1948                           | -      | 0    | SK Kladno   |
| Celostátní československé mistrovství 1949 | -      | 3    | SONP Kladno |
| CELKEM                                     | 126    | 3    |             |